# 炭素循環農法
炭素循環農法（たんそじゅんかんのうほう、英語: carbon-driven eco-agriculture）は、生態ピラミッドにおける植物と菌類（カビやキノコ）の共存共栄関係を利用した農法。
農耕地に於ける炭素循環を人為的に効率化することで、慣行農法以上の生産性を実現する。無施肥・無潅水・無防除で管理が単純なことから「たんじゅん農法」ともいう。
雑誌『現代農業』に多数の記事があり、用語集では「土と肥料＿土つくり・施肥法」に収録しているが、提唱者は特定の技術を指すのではないとしている。

## 提唱者による定義、説明
提唱者によると、炭素循環農法は特定の技術を指すのではなく、『自然が生き物（“いのち”）を生かす仕組みを理解し、農耕地に於ける炭素循環を人為的に効率化。「炭素循環量」を森林並か、それ以上にすることにより結果として無施肥・無施水・無防除になってしまう、農法以前の仕組みの説明』である、とする。

### 概要
ブラジルの野菜農家、峯均が『山の木は水も肥料もやらないのに何故あんな大木に成長するのだろうと、毎日のように山に入って土を掘ったり、匂いを嗅いだりと徹底的に観察』して確立した農法を、近隣のキノコ栽培農家、林幸美が既存知識で理論付け一般化したものである。峯は『畑では最初にキノコ菌が働き、土を作っている。キノコ菌を働かせることができれば他の微生物は勝手に働く』としている。耕作者が意図しなくても、炭素循環農法となっている圃場がある。炭素循環農法にあてはまる圃場は以下の基準を満たしている。

### 提唱者による炭素循環農法の基準
- 慣行農法より収量が高い
- 慣行農法より食味と栄養が優れる
- 慣行農法より気象変化に強い
- ほぼ無施肥
- ほぼ無潅水
- 病虫害防除が不要
- 連作が可能
- 土壌流亡がない
- 土壌肥沃度が向上する

### 提唱者の主張する主な誤解
- 岡田茂吉の自然農法、シュタイナーのバイオダイナミックス、EM農法などを元にしているとする誤解：元になった峯の農法は独自に確立されたものである[4]。

- 肥料の代わりに高炭素資材を施用する農法であるとする誤解：耕地内で適正な有機物量が生産できるようになれば、高炭素資材は不要[6]。

- 施肥を禁忌とする誤解：炭素循環農法の定義によれば、無施肥は結果であり、禁忌ではない。

- 常識に反しているという誤解：自然の仕組みは一つ。なので、前提条件が施肥と無施肥という正反対の関係であるために、両者の前提条件の範囲内での常識は当然のことながら正反対になる[7]。

## 農法としての特徴

### 微生物に土壌環境コントロールを任せる
作物の生育状態や、気候の変化等に完全に対応し、土壌環境を直接コントロールすることは、現在のところ不可能である。そのため、微生物に任せる方が慣行農法より高い生産性を実現できるとする。

### 炭素循環の重視
炭素循環とは光合成（二酸化炭素固定）、有機物分解（二酸化炭素放出）をさす。微生物が有機物を分解して増殖できるということは、微生物に必要な他の全ての養分は足りていることを意味する。したがって、炭素の循環さえ図れば他の養分は過不足なく同時に循環する。

### 炭素循環の効率化

#### 酸素の供給
生き物には「水、餌」以前に酸素が必要である。直径1～1.5cmの棒が数十cm以上刺さるほど土が軟らかでなければ、心土に空気を入れる心土破砕（深度80cm以上）を、農作業ではなく、一回限りの環境整備のための土木工事として行うとよいされる。

#### 高炭素資材の土壌投入
土壌中での有機物の分解は、C/N比40（炭素比=炭素量/窒素量）を境に、以下なら最も下等なバクテリア（真正細菌）、以上なら土壌微生物中では最も進化の上位にいる糸状菌（菌類）が主に行う。これを応用し、高炭素資材（C/N比40以上）の土壌投入により、植物との関係が深い糸状菌（菌類）に炭素を供給する。

#### 炭素循環量の最低限度
炭素循環量の最低限度は、その地方の、潜在自然植生による有機物純生産量の推定値が基準であり、緑肥作物（炭素固定量が最大になったイネ科）の生産量とほぼ同じとされる。なお、寒冷地帯では分解量の少なさを貯留量で補うことによって必要な量が確保されている。

## 現状

### 雑誌等における紹介
- 家庭菜園でできる自然農法：『自然の法則に基づいた農の理論と実践法を、ブラジルの林幸美氏がまとめたもの。高炭素資材を浅く土にすき込むことで土壌に微生の多様な世界を用意し、結果的に「無施肥・無農薬」でおいしい作物が育つ』[12]
- 『現代農業』の用語集：『一般的な栽培では主な肥料はチッソだが、炭素循環農法では圃場の微生物を生かすためにチッソより炭素の施用が必要だとする。C/N比（炭素量と窒素量の比率）の高い廃菌床やバーク堆肥、緑肥、雑草などを浅くすき込むだけで、その他の肥料はいっさいなし、それだけで虫も病気も寄らない極めて健康な作物が育つという。』[13]
- Diamond Online上のインタビュー記事：『「炭素循環農法」とは、C/N比（炭素量と窒素量の比率）を上げるために窒素肥料を使わず、キノコの廃菌床やバーク堆肥、緑肥、雑草などを浅くすき込み、キノコ菌などの糸状菌の働きを活発にし、窒素比率を下げる農法です。』[14]

なお、これらの紹介文は提唱者の定義に照らすと炭素循環農法を正確には表現していない。

### 普及状況
生産・加工から販売・普及まで幅広い法人活動が実施されており、生産物を扱う大手企業（無印良品など）がある。「食べチョク」には炭素循環農法を使う生産者の登録がある。ふるさと納税返礼品には、炭素循環農法を謳った野菜、サトウキビ、チーズなどがある。クラウドファンディングでは、炭素循環農法のスタート支援、炭素循環農法による生産物を材料とした加工食品、料理など多様なプロジェクトが募集されている。ブログでは、農家、非農家による家庭菜園やプランター栽培についての実施例が多数あり、炭素循環農法に関する言及も多数ある。

### 実施されている技術の例
現在、炭素循環農法として以下のようなことが実施されている。
- 窒素1に対して炭素が30の割合になるように、田んぼの場合は土の表面から10cm、畑の場合は5cmの深さまで、ワラや竹チップなどの炭素資材を混ぜていく[20]。
- 何回かにわたってチップを数cmの厚さに入れ、約半年野ざらしにした梨の剪定枝を追加し、糸状菌の働きを活発化させる目的で土被せしてビニルマルチをはる[21]。
- ススキを細断して畑にまき、数日乾燥させたのち適切な割合で土に混ぜる[22]。
- ガチガチの赤土に、もみ殻、落ち葉、竹、ソルゴを砕いた物、おが屑など手に入りやすい物を入れて、空気が入れるようにする。最初にビニールをかけて、中間の菌を増やし、増えた時にビニールを外すと空気が入って、好気性の菌が増える。1年くらいかけて熟成させた牛糞や少量の米ぬかも使用する[23]。
- うね間を深く掘り、水はけの為の竹を敷き、その上に広葉樹の木材チップや落ち葉、もみ殻やワラなど（炭素資材）にきのこ菌を混ぜたものを置く。畑の周囲の雑草はある程度育て、刈って資材にする。一度菌が住んだ畑には、定期的に住み着いた菌の餌となる木材チップや枯れ葉を混ぜ込む[24]。
- ワラや竹チップ、キノコの菌床などの炭素資材を表面上だけ混ぜ、土を発酵させる[25]。
- おがくずを土の表層10cmくらいに、土と均一に混ざるように、面積が小さければ四本鍬で、大きければ耕運機で混ぜ込む[26]。
- 放牧地にコンポストを適用し、不耕起栽培と放牧地での作付け、また河川に植物を再生させることにより、植物の炭素取り込みを向上させる[27]。※大気中の炭素隔離を目的とするCarbon farmingに炭素循環農法の訳を当てたものでこのページの主旨とは別のもの。
- プランターに無肥料の培養土か畑の土に落ち葉や枯れ草（もみ殻も可）を混ぜ「はんぺん（落ち葉などが積み重なったところの下にある白い菌糸の塊）」を入れる。落ち葉が原料でも微生物に分解されたあとの炭素率の低い腐葉土では育たない[28]。
- 耕作放棄地を開墾し、まず土壌生態系のポテンシャルを高めるために、枝チップ8トンや堆肥原料（コーヒーかすやお茶殻など）4トンを土に投入する。1か月くらい発酵期間をおくと放線菌が増える。その後糸状菌が増えると、トビムシ・ヒメミミズといったものが一気に増えてくる。このように生物性・物理性が高い状態にしたうえで、ソルゴーを作って、すき込んで発酵処理をし、土壌のPHが低ければ苦土石灰をいれて土壌を弱酸性のPH 6.0～6.5に調整することで、植物がそこにある養分を吸えるようにしてから作付けする[29]。

## 研究

### 成立根拠
菌類管理を主とする農法は、分子系統学が明らかにした植物と菌類の共進化を考えれば妥当性がある。共進化の結果、維管束植物（植物の内からコケ植物（コケ類）や藻類を除いた群）の大部分の種が菌根を形成する。菌根菌が水や無機栄養分（窒素、リンなど）を植物に供給し、植物は光合成産物に由来する糖や脂質を菌根菌に供給することで相利共生関係が成立している。
無施肥圃場に真菌資材と高炭素資材を投入する場合、作物収量は、真菌資材のみ＜高炭素資材のみ＜真菌資材と高炭素資材の両方、の順となる。なお作物中の硝酸態窒素は、収量によらず一定で、慣行栽培に比べて一桁低い。

### 収量性
ブラジル・サンパウロ州の野菜圃場の単収は、同じ作付け構成（レタス・キャベツ主体）で比較すると、ブラジル平均の4.4倍（＝日本全国平均の2.4倍）であった。

### 持続性
炭素循環農法に転換して4年半の野菜栽培圃場は、土壌団粒層が発達し、その全窒素含有量は隣接圃場の5.7倍であった。炭素循環農法を含め、高収量の無施肥栽培圃場は、土壌品質が向上している。

### 普及
微生物を活用し、無農薬、無肥料であることが導入理由となっている。

## 歴史
1990年頃、ブラジルの野菜農家、峯均が自然観察をもとに独自に無施肥農法を確立した。圃場には五千人以上の見学者が訪れたという。雑誌の記事でそれを知った近隣のキノコ栽培農家、林幸美は、峯の畑を見て説明を聞き、既存の知見と照らし合わせて理論化し、2001年2月27日にウェブサイト『炭素循環農法（百姓モドキの有機農法講座）』を開設した。その後2004年10月農業誌「現代農業」に『糸状菌を生かして野菜づくり「炭素循環農法」の実際』を寄稿した。2008年12月、城雄二が交流サイト『たんじゅん農法の広場』（2016年5月よりたんじゅん農を楽しむ広場』に移設）を開設し日本での普及につとめる。2012年11月、ブラジル・サンパウロ州の炭素循環農法実施野菜農家圃場を国際農林水産業研究センターと筑波大学が合同で調査を実施した。2013年9月、同調査結果の一部をとりまとめた論文プレプリントで、炭素循環農法の英文表記を"carbon-driven eco-agriculture"とした。